# Kummelbergen
Kummelbergen är en kulle i Finland.   Den ligger i den ekonomiska regionen  Helsingfors  och landskapet Nyland, i den södra delen av landet, 40 km norr om huvudstaden Helsingfors. Toppen på Kummelbergen är 94 meter över havet, eller 54 meter över den omgivande terrängen. Bredden vid basen är 1,8 km.
Terrängen runt Kummelbergen är huvudsakligen platt. Runt Kummelbergen är det ganska tätbefolkat, med 54 invånare per kvadratkilometer. Närmaste större samhälle är Träskända, 8,4 km väster om Kummelbergen. I omgivningarna runt Kummelbergen växer i huvudsak blandskog.